# 19. Internationale Sechstagefahrt
Die 19. Internationale Sechstagefahrt war ein Motorrad-Geländesportwettbewerb, der vom 12. bis zum 17. Juli 1937 im walisischen Llandrindod Wells stattfand. Die Nationalmannschaft Großbritanniens konnte zum insgesamt zehnten und gleichzeitig zweiten Mal in Folge die Trophy gewinnen. Die Silbervase gewann zum zweiten Mal die Nationalmannschaft der Niederlande.

## Wettkampf

### Organisation
Nachdem die britische Mannschaft im Vorjahr die Trophy gewonnen hatte, erhielt die Auto-Cycle Union (ACU) das Recht den Wettbewerb im eigenen Land auszurichten. Die Veranstaltung fand zum zweiten Mal in Llandrindod Wells statt, nachdem bereits die 15. Internationale Sechstagefahrt (1933) hier stattgefunden hatte.
Für den Wettkampf waren 220 Fahrer von zehn Motorsportverbänden der FICM gemeldet. Um die Trophy fuhren Mannschaften aus drei Nationen. Zudem waren zehn Silbervasen- und 24 Fabrikmannschaften am Start.

### 1. Tag
Von den 220 gemeldeten Fahrern nahmen 213 den Wettkampf auf.
Bis zum Mittag herrschte starker Niederschlag. Am ersten Fahrtag führte die 407 Kilometer lange Strecke nach Osten über Walton und dann weiter nach Norden und wieder zurück zum Ausgangspunkt. Im Streckenverlauf waren elf Zeitkontrollen eingerichtet.
In der Trophy-Wertung lagen die Mannschaften Großbritanniens, des Deutschen Reichs und der Tschechoslowakei strafpunktfrei gleichauf.
In der Silbervase-Wertung waren die Mannschaften der Niederlande (A und B), des Deutschen Reichs (A und B), Irlands (A und B), Großbritanniens (A und B) sowie der Tschechoslowakei noch ohne Strafpunkte und lagen damit gleichauf. In der Mannschaft Österreichs schied H. Stroinigg aus, womit fortan täglich 100 Strafpunkte zu Buche standen. Zudem erhielt W. V. Millenkovich 13 Strafpunkte.
Neun Fahrer schieden aus dem Wettbewerb aus.

### 2. Tag
Am zweiten Wettkampftag mussten die Fahrer 408 Kilometer zurücklegen. Die Strecke führte zuerst in entgegengesetzter Richtung des Vortags bis Bala und von dort nach Norden und weiter nach Westen und schließlich zurück nach Llandrindod Wells.
In der Trophy-Wertung lagen die Mannschaften Großbritanniens, des Deutschen Reichs und der Tschechoslowakei weiterhin strafpunktfrei gleichauf.
In der Silbervase-Wertung waren alle Mannschaften bis auf Österreich weiter ohne Strafpunkte und damit gleichauf.
Neun Fahrer schieden aus dem Wettbewerb aus.

### 3. Tag
Am dritten Tag wurde eine Strecke zuerst nach Nordwesten bis Capel Bangor gefahren, bevor die Streckenführung nach Süden und wieder zum Ausgangspunkt zurückführte.
In der Trophy-Wertung lagen die Mannschaften Großbritanniens, des Deutschen Reichs und der Tschechoslowakei nach wie vor strafpunktfrei gleichauf.
In der Silbervase-Wertung waren die Mannschaften der Niederlande (A), des Deutschen Reichs (A und B), Irlands (A und B), Großbritanniens (A und B) sowie der Tschechoslowakei noch ohne Strafpunkte und lagen damit gleichauf.
Sechs Fahrer schieden aus dem Wettbewerb aus.

### 4. Tag
In der Trophy-Wertung lagen die Mannschaften Großbritanniens und des Deutschen Reichs strafpunktfrei gleichauf. In der Mannschaft der Tschechoslowakei schied Antonín Vitvar aus, was fortan täglich 100 Strafpunkte zur Folge hatte.
In der Silbervase-Wertung waren die Mannschaften der Niederlande (A), des Deutschen Reichs (A und B), Irlands (A und B) und Großbritanniens (A und B) noch ohne Strafpunkte und lagen damit gleichauf.
Neun Fahrer schieden aus dem Wettbewerb aus.

### 5. Tag
In der Trophy-Wertung waren die Mannschaften Großbritanniens und des Deutschen Reichs weiter ohne Strafpunkte und gleichauf, dahinter folgte die Tschechoslowakei mit 200 Strafpunkten.
In der Silbervase-Wertung waren die Mannschaften der Niederlande (A), des Deutschen Reichs (A und B), Irlands (A), Großbritanniens (B) noch ohne Strafpunkte und lagen damit gleichauf.
Acht Fahrer schieden aus dem Wettbewerb aus.

### 6. Tag
In der Trophy-Wertung waren die Mannschaften Großbritanniens und des Deutschen Reichs noch ohne Strafpunkte und lagen gleichauf, in der Silbervase-Wertung waren die Mannschaften der Niederlande (A), des Deutschen Reichs (A und B) und Irlands (A), noch ohne Strafpunkte. Der Sieger in beiden Wettbewerben wurde über den Zeitgewinn in der abschließenden Geschwindigkeitsprüfung ermittelt. Dieses Abschlussrennen fand auf der Rennstrecke Donington Park statt.
Der österreichische Trophy-Fahrer Millenkovich erhielt im Abschlussrennen noch 56 Strafpunkte.
Drei Fahrer schieden aus dem Wettbewerb aus. Von 213 am ersten Tag gestarteten Fahrern erreichten 169 das Ziel.

## Endergebnisse

### Trophy
| Platz | Team                   | Strafpunkte | Zeitgewinn (a) |
| ----- | ---------------------- | ----------- | -------------- |
| 1.    | Vereinigtes Königreich | 0           | 39:17          |
| 2.    | Deutsches Reich        | 0           | 39:07          |
| 3.    | Tschechoslowakei       | 300         | -              |

### Silbervase
| Platz | Team                                  | Strafpunkte | Zeitgewinn (a) |
| ----- | ------------------------------------- | ----------- | -------------- |
| 1.    | Niederlande (A-Mannschaft)            | 0           | 32:26          |
| 2.    | Deutsches Reich (B-Mannschaft)        | 0           | 29:45          |
| 3.    | Deutsches Reich (A-Mannschaft)        | 0           | 21:11          |
| 4.    | Irischer Freistaat (A-Mannschaft)     | 0           | 19:24          |
| 5.    | Irischer Freistaat (B-Mannschaft)     | 19          | -              |
| 6.    | Vereinigtes Königreich (B-Mannschaft) | 45          | -              |
| 7.    | Niederlande (B-Mannschaft)            | 135         | -              |
| 8.    | Vereinigtes Königreich (A-Mannschaft) | 223         | -              |
| 9.    | Tschechoslowakei                      | 300         | -              |
| 10.   | Österreich                            | 669         | -              |

### Club-Mannschaften
| Platz | Team                                       | Strafpunkte | Zeitgewinn (a) |
| ----- | ------------------------------------------ | ----------- | -------------- |
| 1.    | Versuchs-Abteilung-Wünsdorf (A-Mannschaft) | 0           | 27:49          |
| 2.    | Sunbeam M.C.C. (E-Mannschaft)              | 0           | 19:17          |
| 3.    | Leinster M.C. & L.C.C.                     | 0           | 16:43          |
| 4.    | Versuchs-Abteilung-Wünsdorf (B-Mannschaft) | 0           | 16:04          |
| 5.    | Versuchs-Abteilung-Plön                    | 0           | 13:22          |
| 6.    | NSKK (B-Mannschaft)                        | 0           | 12:55          |
| 7.    | R.F.S.S./S.S. Hauptamt (B-Mannschaft)      | 0           | 11:27          |
| 8.    | NSKK (D-Mannschaft)                        | 0           | 7:21           |

Alle weiteren Club-Mannschaften hatten Strafpunkte zu verzeichnen.

### Einzelwertung
| Klasse       | Starter | Gold | Silber | Bronze | ohne Medaille | Ausfall/Disqualifikation | Ausfall/Disqualifikation | Ausfall/Disqualifikation | Ausfall/Disqualifikation | Ausfall/Disqualifikation | Ausfall/Disqualifikation | Ausfall/Disqualifikation |
| Klasse       | Starter | Gold | Silber | Bronze | ohne Medaille | 1. Tag                   | 2. Tag                   | 3. Tag                   | 4. Tag                   | 5. Tag                   | 6. Tag                   | Gesamt                   |
| ------------ | ------- | ---- | ------ | ------ | ------------- | ------------------------ | ------------------------ | ------------------------ | ------------------------ | ------------------------ | ------------------------ | ------------------------ |
| 125 cm³      | 10      | 3    | 1      | 5      | 0             | 0                        | 0                        | 0                        | 1                        | 0                        | 0                        | 1                        |
| 175 cm³      | 4       | 2    | 0      | 0      | 0             | 0                        | 1                        | 0                        | 1                        | 0                        | 0                        | 2                        |
| 250 cm³      | 35      | 18   | 4      | 2      | 1             | 3                        | 2                        | 0                        | 5                        | 0                        | 0                        | 10                       |
| 350 cm³      | 43      | 25   | 3      | 6      | 1             | 0                        | 1                        | 1                        | 1                        | 4                        | 1                        | 8                        |
| 500 cm³      | 85      | 59   | 8      | 6      | 0             | 3                        | 3                        | 2                        | 1                        | 2                        | 1                        | 12                       |
| 600 cm³ (b)  | 25      | 12   | 5      | 1      | 0             | 2                        | 1                        | 2                        | 0                        | 2                        | 0                        | 7                        |
| 1000 cm³ (b) | 9       | 6    | 0      | 0      | 0             | 1                        | 1                        | 0                        | 0                        | 0                        | 1                        | 3                        |
| 1100 cm³ (c) | 2       | 1    | 0      | 0      | 0             | 0                        | 0                        | 1                        | 0                        | 0                        | 0                        | 1                        |
| Gesamt       | 213     | 126  | 21     | 20     | 2             | 9                        | 9                        | 6                        | 9                        | 8                        | 3                        | 44                       |